# Eric Martin (cantante)
Eric Lee Martin (Long Island, Nueva York; 10 de octubre de 1960) es un cantante de hard rock estadounidense. Su participación más reconocida actualmente es su papel como cantante y compositor de la banda de Hard Rock Mr. Big, un supergrupo (actualmente reunido) que alcanzó la fama en Estados Unidos en los años noventa con su sencillo "To Be with You", una canción que Eric compuso durante su adolescencia.
Habiendo comenzado su carrera en 1978 en la Bahía de San Francisco, hoy en día su legado musical continúa creciendo repleto de versiones y de composiciones que se escuchan en los medios.

## Infancia y vida familiar
Eric es el hijo de Frederick Lee "Pepper" Martin e Iris Martin, tiene 3 hermanos menores: Dan, Joan and Laurie; Su ascendencia es mitad Italiana, mitad Irlandesa.
Al ser su padre un baterista miembro del grupo "The Buzz", sus influencias tempranas empezaron con este instrumento, dándose cuenta después que el papel de Front Man era más acorde a su energía y personalidad, participando como cantante en una gran cantidad de bandas adolescentes como “S.F. Bloodshy” y “Backhome”

## Discografía
Álbumes de estudio
- 1983: The Early Years
- 1983: Sucker For A Pretty Face
- 1985: Eric Martin
- 1987: I'm Only Fooling Myself
- 1987: The Capitol Years
- 1998: Somewhere In The Middle
- 2002: I'm Goin' Sane
- 2002: Live At The Gods - Bootleg
- 2003: Pure
- 2004: Destroy All Monsters
- 2008: Mr. Vocalist
- 2009: Mr. Vocalist 2

### ConMr. Big
- Mr. Big (1989)
- Raw Like Sushi I (1990)
- Lean into it (1991)
- Raw Like Sushi II (1992)
- Bump Ahead (1993)
- Japandemonium - Raw Like Sushi III (1994)
- Big Bigger Biggest (1996)
- Channel V at the Hard Rock Live (1996)
- Hey Man (1996)
- Live at Budokan (1997)
- Deep Cuts (2000)
- Next time around (2009) -solo en Japón
- Back to Budokan (2009)
- What if... (2011)
- The Stories We Could Tell (2014)
- Defying Gravity (2017)

- Datos: Q946019
- Multimedia: Eric Martin / Q946019